# Ufficiale odontoiatra
L'ufficiale odontoiatra è un medico delle Forze armate italiane laureato presso la Facoltà di Medicina e Chirurgia in Odontoiatria e Protesi dentaria abilitato all'esercizio della professione, inquadrato nella sanità militare. Oltre a occuparsi della salute del personale militare e civile prevenendo, diagnosticando e curando le patologie dentarie e del cavo orale, riceve l'addestramento militare di un Ufficiale d'arma.

Ufficiale Odontoiatra

## Reclutamento
Gli Ufficiali odontoiatri vengono selezionati tramite pubblico concorso, per titoli ed esami, in servizio permanente nel ruolo speciale dei corpi sanitari delle forze armate Italiane. Il concorso è rivolto ai laureati che non abbiano superato il 35º anno d'età e che siano in possesso della laurea Magistrale in Odontoiatria e protesi dentaria (6 anni) e dell'abilitazione all'esercizio della professione. La nomina a sottotenente avviene dopo il superamento del corso applicativo che dura circa un anno, presso una delle tre accademie militari in base alla forza armata; le accademie militari Italiane sono: 
- Accademia Militare di Modena

- Accademia Navale di Livorno,

- Accademia Aeronautica di Pozzuoli

Al termine del corso partecipano, insieme agli altri ufficiali, alla cerimonia del giuramento.
I corpi di appartenenza degli Ufficiali Odontoiatri sono:
- Corpo sanitario dell'Esercito Italiano
- Corpo sanitario della Marina Militare
- Corpo sanitario Aeronautico

## Formazione e carriera militare
Durante il corso applicativo annuale vengono formati sotto l'aspetto professionale, militare e psico-attitudinale; al termine del corso sono destinati presso gli ospedali militari e le strutture sanitarie presenti sul territorio Italiano. Inoltre possono frequentare le scuole di specializzazioni di Odontoiatria tramite accesso per concorso ai posti riservati. Per gli Ufficiali dei corpi sanitari, oltre alla preparazione di base è previsto il conseguimento, durante l'iter formativo, dei seguenti corsi e brevetti:
- CMC (Corso teorico-pratico Medicina di combattimento)
- HELO DUNKER (Evacuazione elicottero sommerso)
- BLS (Basic Life Support)
- DP (Defibrillazione Precoce)
- ATLS (Advanced Trauma Life Support)
- ACLS (Advanced Cardiac Life Support)
- BTLS (Basic Trauma Life Support)
- Force Protection - Marina Militare
- AIR/AIF (Corso antincendio/antifalla)

La carriera degli Ufficiali odontoiatri si sviluppa dal grado di sottotenente o guardiamarina al grado di colonnello o capitano di vascello, con incarichi di capo servizio o capo reparto sia negli ospedali militari che a bordo di grandi unità navali militari. In alcuni casi posso raggiungere i gradi apicali, assumendo ruoli direttivi di strutture sanitarie militari.

## Compiti e funzioni

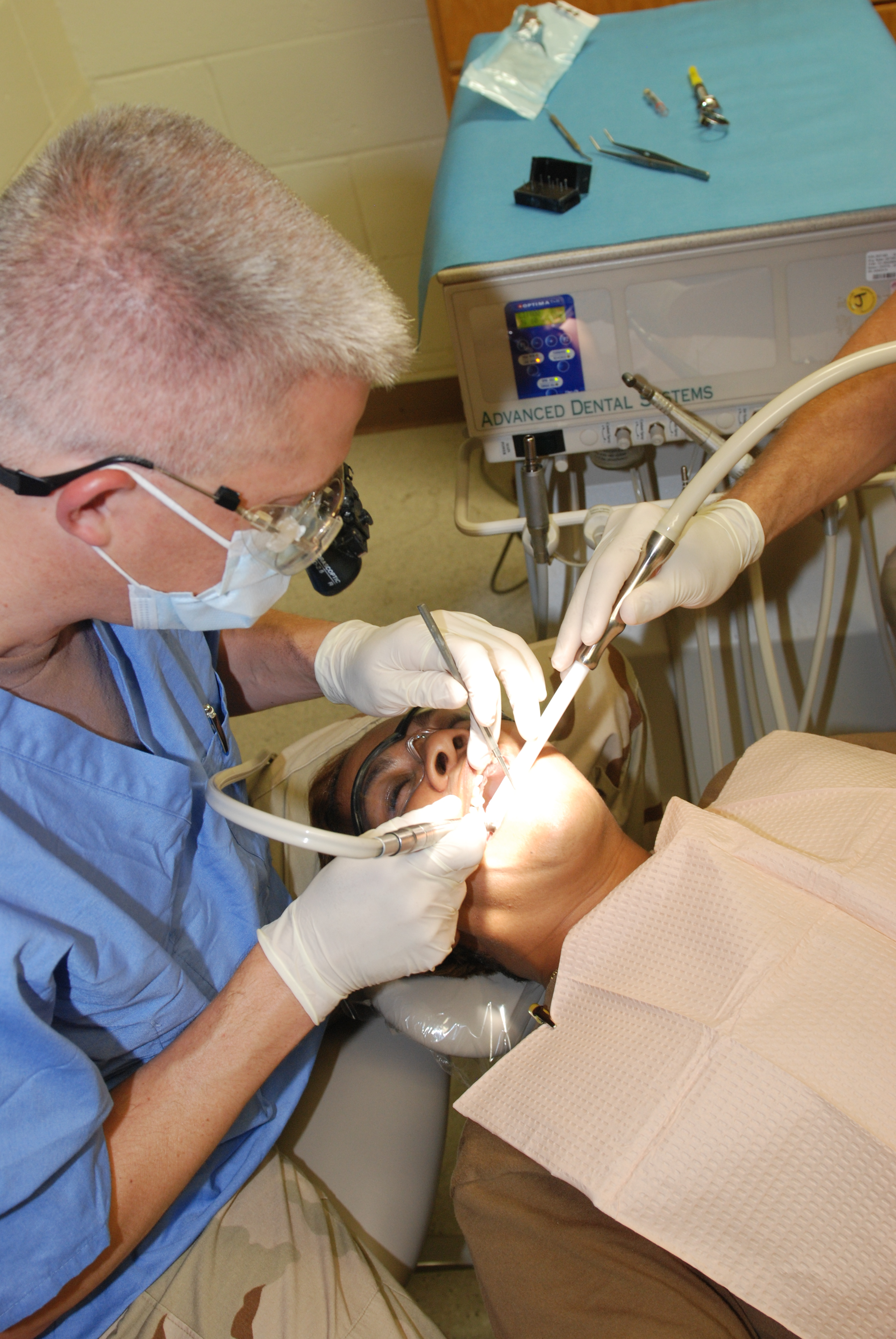

Si occupano della salute del personale delle forze armate prevenendo e curando tutte le patologie di natura odontoiatrica e del cavo orale. Svolgono attività clinica e medico legale presso gli ospedali militari, le commissioni mediche e tutte le strutture sanitarie adibite delle forze armate Italiane.
Attività clinico - operative degli Ufficiali Odontoiatri: 
- Direzione ed organizzazione dei servizi odontoiatrici presso gli ospedali e le basi militari.
- Organizzazione del servizio odontoiatrico a bordo delle Unità Navali (solo per la Marina Militare).
- Acquisizione dei materiali: dotazione fissa e di consumo.
- Gestione della struttura ambulatoriale e dello strumentario a terra e a bordo.
- Prevenzione e profilassi - sensibilizzazione, educazione sanitaria dentale ed istruzione del personale militare.
- Visite di idoneità speciali per i militari.
- Visite pre-missione, prevenzione delle emergenze odontoiatriche.

Partecipa alle pratiche di natura medico legali a supporto delle commissioni ospedaliere e delle idoneità al servizio del personale militare valutando:
- Requisiti minimi dell'apparato stomatognatico in vista dell'arruolamento.
- Visite periodiche di mantenimento delle idoneità e il conferimento di quelle speciali.
- Classificazione odontoiatrica screening piloti per idoneità frequenza corsi di pilotaggio U.S.A.
- Commissione di concorsi d'ammissione nelle forze armate.
- Commissione medica reclutamento personale delle forze armate (Ufficiali, sottufficiali, graduati).

La sua presenza è garantita in tutti i principali servizi sanitari, compresi quelli operativi in base alle esigenze di forza armata.

## Distintivi di merito
Sono dei particolari distintivi conseguiti in seguito alla frequentazione di determinati corsi o mediante la partecipazione ad alcune attività organizzate dalla sanità militare. Essi sono posti tutti sul taschino destro o, se a nastro, in fondo al medagliere. Il distintivo per gli Ufficiali odontoiatri è utilizzabile da personale militare laureato in Odontoiatria e Protesi Dentaria ed abilitato alla professione. Tale distintivo può sostituire quello da Ufficiale Medico se il militare, laureato in Medicina e Chirurgia, è specializzato in Odontostomatologia. Gli Ufficiali della Marina Militare Italiana pongono al lato sinistro della divisa il caduceo dorato con una stella bianca al centro, simbolo di appartenenza al Corpo Sanitario Militare Marittimo.

## Medici Militari

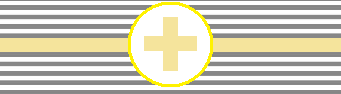
Distintivo da Ufficiale Odontoiatra dell'Esercito Italiano

Gli Odontoiatri sono iscritti all'ordine dei Medici Chirurghi e degli Odontoiatri nell'albo degli odontoiatri. Secondo una circolare del 24 aprile 2018 del Ministero della Salute (prot. DGPROF 0022738-P-24/04/2018) e un parere della Federazione Nazionale Ordini Medici Chirurghi e Odontoiatri (prot. 2018/4996-22-03-2018) possono essere considerati e denominati a tutti gli effetti" Medici Odontoiatri " svolgendo una professione medica. Svolgono invece una professione sanitaria e quindi "non medica" le altre figure appartenenti ai corpi sanitari militari come i farmacisti, i biologi, gli psicologi gli infermieri e i tecnici sanitari laureati.